# IC 680
IC 680 ist eine spiralförmige Radiogalaxie vom Hubble-Typ Sa im Sternbild Löwe an der Ekliptik. Sie ist schätzungsweise 553 Millionen Lichtjahre von der Milchstraße entfernt und hat einen Durchmesser von etwa 115.000 Lichtjahren.
Das Objekt wurde am 7. April 1893 vom französischen Astronomen Stéphane Javelle entdeckt.